# Metrópole de Moscou e Toda a Rússia
Metrópole de Moscou e Toda a Rússia (em russo:  Московская митрополия и всея Руси) foi uma jurisdição eclesiástica que foi erguida unilateralmente pelos hierarcas russos da Igreja Ortodoxa no território do Grão-Ducado de Moscou  em 1448. O primeiro metropolita foi Jonas, bispo de Riazã. Ele foi nomeado sem a aprovação do Patriarca de Constantinopla. A metrópole separou-se da Metrópole de Kiev e de Toda a Rússia porque o metropolita anterior - Isidoro de Kiev - aceitou a União de Florença. Dezessete prelados sucederam Jonas até que o status canônico de Moscou foi regularizado em 1589 com o reconhecimento de Jó pelo Patriarca de Constantinopla. Jó também foi elevado ao status de patriarca e foi o primeiro Patriarca de Moscou. A sede episcopal era a Catedral da Dormição em Moscou.

## Antecedentes
Um concílio ecumênico - o Concílio de Florença - ocorreu de 1431 a 1449. Embora tenha resistido no início, o Grande Príncipe de Moscou - Basílio II de Moscou - acabou permitindo que o Metropolita de Kiev e de Toda a Rus' - Isidoro de Kiev - participasse do concílio com a condição de que Isidoro retornasse ileso com "Os Direitos da Lei Divina e a Constituição da Santa Igreja". O concílio curou o Grande Cisma unindo as igrejas Católica Romana e Ortodoxa. A Unia foi proclamada em 6 de julho de 1439 no documento Laetentur Caeli, composto pelo papa Eugênio IV e assinado pelo Sacro Imperador Romano Sigismundo e por todos os bispos presentes, exceto um. Alguns bispos gregos, talvez sentindo a pressão política do imperador bizantino, aceitaram com relutância os decretos do concílio. Outros bispos orientais, como Isidoro, o fizeram com sincera convicção. Silvestre Siropoulos e outros escritores gregos acusam Isidoro de perjúrio por ter aceitado a Unia, apesar de sua promessa a Basílio II.
Após a assinatura da bula, Isidoro retornou ao Grão-Ducado de Moscou. Na Catedral da Dormição do Kremlin, Isidoro leu o decreto de unificação em voz alta. Ele também transmitiu a Basílio II uma mensagem da Santa Sé, contendo um pedido para ajudar o metropolita a difundir a Unia na Rus'. Três dias depois, Isidoro foi preso pelo grão-príncipe e encarcerado no Mosteiro de Chudov. Ele conseguiu que alguns clérigos da Rus' denunciassem o metropolita por se recusar a renunciar à união com Roma. Como resultado, o grande príncipe de Moscou anulou a Unia em suas terras e prendeu Isidoro por algum tempo. Tendo julgado que Isidoro havia apostatado no catolicismo romano, ele foi deposto por um sínodo local.

## Estabelecimento

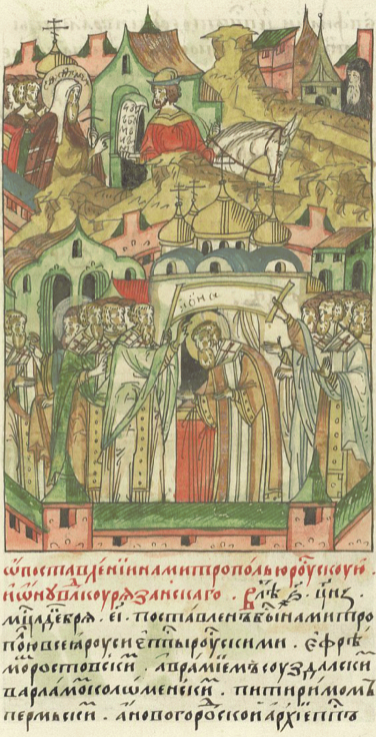
Consagração de Jonas como metropolita.

Depois de o trono metropolitano ter ficado vago durante sete anos, as autoridades seculares substituíram-no pelo bispo de Riazan e Murom — Jonas. Tal como os seus antecessores imediatos, residiu permanentemente em Moscou, e foi o último primaz da metrópole baseado em Moscou a manter o título tradicional com referência à cidade metropolitana de Kiev. Ele também foi o primeiro metropolita de Moscou a ser nomeado sem a aprovação do patriarca de Constantinopla, como era a norma. Isto significou o início da independência de facto (autocefalia) da parte de Moscou (nordeste) da Igreja Ortodoxa.
A luta pela união ecumênica em Ferrara e Florença, embora promissora, nunca deu frutos. Embora o progresso em direção à união no Oriente tenha continuado a ser feito nas décadas seguintes, todas as esperanças de uma reconciliação imediata foram frustradas com a queda de Constantinopla em 1453. Após a sua conquista, os otomanos encorajaram os clérigos ortodoxos anti-unionistas de linha dura, a fim de dividir os cristãos da Europa. Posteriormente, a Igreja na Rússia e o Estado russo passaram a considerar Moscou como a "Terceira Roma" e como a única e legítima sucessora de Constantinopla.
Apesar desses eventos, o patriarca de Constantinopla continuou a nomear metropolitas para as dioceses uniatas católicas e ortodoxas nas terras rutenas que não eram controladas por Moscou. Nas terras polonesas e lituanas, o próximo hierarca uniata foi Gregório, o Búlgaro. Foi consagrado por um patriarca latino de Constantinopla. Em 1469, sua nomeação também foi aprovada pelo patriarca de Constantinopla — Dionísio I. A sé episcopal do novo hierarca localizava-se em Vilnius, capital do Grão-Ducado da Lituânia. Com a nomeação de Gregório, o título foi alterado para Metropolita de Kiev, Galícia e Toda a Rus'.

## Estrutura

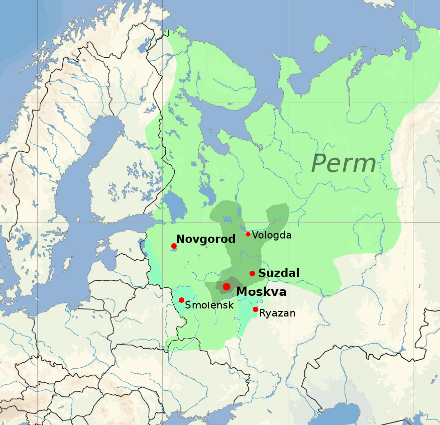
Estado moscovita (1390 - 1525)

Jonas foi incapaz de exercer qualquer controle pastoral além das fronteiras da Moscóvia. Nas terras do Grão-Ducado da Lituânia e do Reino da Polónia, os governantes rejeitaram Jonas e continuaram a reconhecer Isidoro como metropolita. A metrópole foi efetivamente dividida em duas; Jonas governou a partir de Moscou, no leste, enquanto Isidoro e seus sucessores governaram a parte ocidental, a partir de Novogrudok. 
Eparquias no território do Estado Russo (séc. XIV-XVI):
- Eparquia Moscou (1461);
- Eparquia de Novogárdia;
- Eparquia de Rostov;
- Eparquia de Suzdal;
- Eparquia de Smolensk;
- Eparquia de Riazã;
- Eparquia de Tver;
- Eparquia de Sarai;
- Eparquia de Kolomna;
- Eparquia de Grande Permia.

## Metropolitas

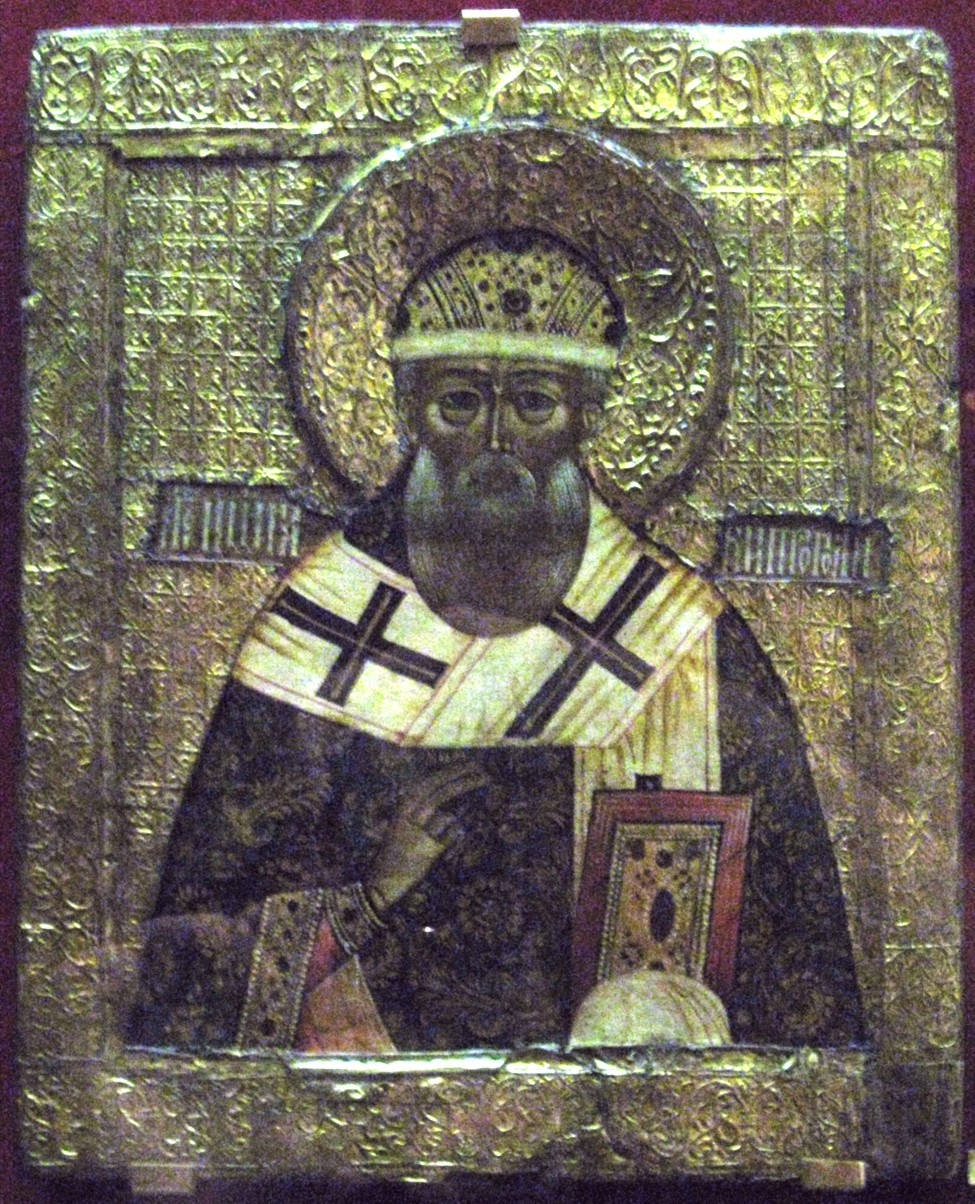
Metropolita Jonas de Moscou

- Jonas (1448-1461).
- Teodósio (1461-1464);
- Filipe I (1464-1473);
- Gerôntio (1473-1489);
- Zósimo (1490-1494);
- Simão (1495-1511);
- Barlaão (1511-1521);
- Daniel (1522-1539);
- Josafá (1539-1542);
- Macário (1542-1563);
- Atanásio (1564-1566);
- Germano (1566);
- Filipe II (1566-1568);
- Cirilo (1568-1572);
- Antônio (1572-1581);
- Dionísio II (1581-1587);
- Jó (1587-1589).

## Mudanças e reformas
O reinado de Ivan III e de seu sucessor foi atormentado por inúmeras heresias e controvérsias. Um partido, liderado por Nilo de Sora e Vassiano Kosoi, apelou à secularização das propriedades monásticas. Eles foram combatidos por José de Volotsk, que defendia a propriedade eclesiástica de terras e propriedades. A posição do soberano oscilou, mas eventualmente ele deu seu apoio a José. Novas seitas surgiram, algumas das quais mostraram uma tendência a reverter para a lei mosaica: por exemplo, o arcipreste Aleksei foi influenciado por Zacarias, o Judeu, e se converteu ao Judaísmo.
A vida monástica floresceu, com duas vertentes principais coexistindo até a derrota definitiva dos não possuidores em 1551. Os discípulos de São Sérgio deixaram o mosteiro da Trindade, perto de Moscou, para fundar dezenas de mosteiros em todo o nordeste da Rússia. Alguns dos mosteiros mais famosos localizavam-se no Norte da Rússia, a fim de demonstrar como a fé poderia florescer nas terras mais inóspitas. Os proprietários de terras mais ricos da Rússia medieval incluíam o Mosteiro José-Volokolamsk, o Mosteiro Kirillo-Belozerski e o Mosteiro Solovetski. No século XVIII, os três maiores mosteiros foram reconhecidos como lavras, enquanto os subordinados diretamente ao Sínodo foram rotulados como estauropégicos.
Na década de 1540, o metropolita Macário convocou uma série de concílios eclesiásticos, que culminaram no Sínodo dos Cem Capítulos de 1551. Esta assembleia unificou as cerimônias e deveres da Igreja em todo o território da Rússia. A pedido da hierarquia da Igreja, o governo cancelou a jurisdição do czar sobre os eclesiásticos.

## Desestabelecimento

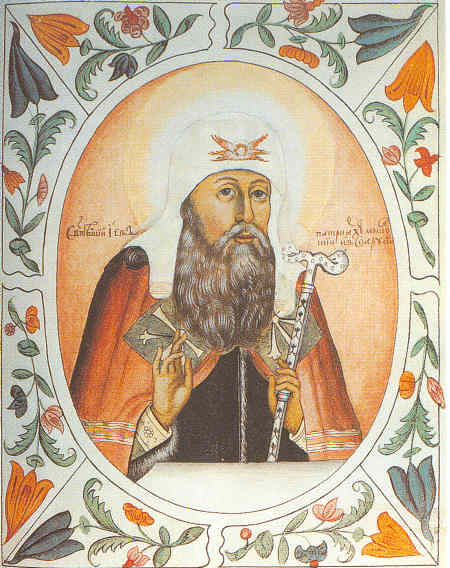
Jó de Moscou

Ao viajar pela Europa Oriental de 1588 a 1589, o patriarca Jeremias II de Constantinopla visitou Moscou. Ele confirmou a autocefalia de facto da Igreja Ortodoxa na Rússia. Pela primeira vez desde 1448, um patriarca de Constantinopla consagrou um metropolita nas terras da Rus – Jó de Moscou. Ao mesmo tempo, ao elevar a metrópole a patriarcado – como o Patriarcado de Moscou e Toda a Rússia – ele efetivamente desestabilizou a metrópole. O patriarcado foi abolido pela reforma da Igreja de Pedro, o Grande, em 1721 e substituído pelo Santíssimo Sínodo, e o bispo de Moscou passou a ser chamado novamente de metropolita.